# Théâtre Qui Pro Quo
Le Théâtre Qui Pro Quo était un important cabaret littéraire et théâtre satirique situé à Varsovie. Il fut créé en 1910 et fonctionna jusqu'en 1932.
Le Théâtre Qui Pro Quo joua un rôle important dans la vie culturelle de Varsovie durant l'entre-deux-guerres. Le Qui Pro Quo offrait une variété de spectacles humoristiques, satiriques, vaudevilles, danses et revues.
Ses fondateurs étaient le propriétaire de la salle de spectacle, l'acteur Bolesław-Leszek Przyłuski, l'architecte Tadeusz Sobocki et le marchand Isidor Weisblat. Le directeur artistique et, plus tard copropriétaire (depuis 1922), était le compositeur et journaliste George Boczkowski.
Le théâtre fut animé grâce aux écrivains polonais tels que Julian Tuwim et Marian Hemar. Parmi les artistes interprètes ou exécutants : Eugeniusz Bodo, Zula Pogorzelska, Mieczyslaw Fogg, Jerzy Jurandot, Hanka Ordonówna, Adolf Dymsza, Mira Ziminska, Tadeusz Alder, Gustav Cybulski, Frederick Jarosy, le chef d'orchestre du théâtre Qui Pro Quo Ivo Wesby, le compositeur Tadeusz Sygietynski, ainsi que des danseurs et chorégraphes polonais, parmi eux Félix Parnell, Mira Ziemińska-Sygietyńska et Tacjanna Wysocka. En 1929 on y joua, sur un air de tango, "Coś wisi w powietrzu w Warszawie" (Il y a toujours quelque chose dans l'air à Varsovie)
À la même époque exista à Varsovie un café-théâtre appelé Mala Ziemiańska (Petit Ziemianska) surnommé le "Petit Qui Pro Quo".